# 북부동 (경산시)
북부동(北部洞)은 경상북도 경산시의 행정동이다. 법정동 대평동, 대정동, 임당동, 대동, 조영동, 갑제동, 계양동 일부를 관할하고 있다. 주민센터는 임당역 근처에 있다.

## 역사
- 1989년 1월 1일 경산시를 설치하면서 행정동 북부동을 신설하였다.

## 주요 시설
- 한국조폐공사 경산조폐창
- 북부동주민센터
- 경산북부새마을금고
- 영남대학교 경산캠퍼스
- 환경시설관리공단경산사업소
- 경산임당초등학교
- 경산소방서
- 세진교통 차고지
- 우창여객 차고지
- 대구 도시철도 2호선 임당역
- 대구 도시철도 2호선 영남대역
- 롯데시네마 경산점

## 법정동
- 대평동(大坪洞)
- 대정동(大亭洞)
- 임당동(臨堂洞)
- 대동(大洞)
- 조영동(造永洞)
- 갑제동(甲堤洞)
- 계양동(桂陽洞) 일부

## 아파트
| 단지명                | 건설사                    | 시행사         | 주소                   | 입주       | 비고 |
| --------------------- | ------------------------- | -------------- | ---------------------- | ---------- | ---- |
| 대평 그린빌           | ㈜금광기업 호반건설산업㈜ | 대한주택공사   | 경안로69길 12 (대평동) | 2004년 9월 |      |
| 경산임당 호반베르디움 | 호반건설 호반건설산업㈜   | 호반건설산업㈜ | 남매공원로 6 (임당동)  | 2019년 2월 |      |